# 1995
1995 (MCMXCV) a fost un an obișnuit al calendarului gregorian, care a început într-o zi de duminică. A fost primul an din „Decada internațională a băștinașilor lumii" (1995-2005). A fost desemnat:
- Anul Internațional al toleranței.[1]

## Evenimente

### Ianuarie
- 1 ianuarie: Austria, Finlanda și Suedia aderă la Uniunea Europeană.
- 13 ianuarie: Emil Constantinescu își anunță candidatura la președinția CDR, cee ce ar însemna și următorul candidat la președinția țării.
- 17 ianuarie: Are loc un cutremur cu magnitudinea de 7,3 grade pe scara Richter, în apropiere de Kobe, Japonia. Numărul total de victime fiind de 6.434.
- 20 ianuarie: PDSR, PUNR, PRM și PSM semnează un protocol de înțelegere politică de natură să asigure coerența acțiunilor lor la nivel parlamentar. Astfel, se înființează Alianța numită ulterior „Patrulaterul Roșu”, care a asigurat mențiunerea unei majorități parlamentare confortabile pentru PDSR.
- 30 ianuarie: Întâlnirea dintre președintele Republicii Moldova, Mircea Snegur și Bill Clinton, președinte al Statelor Unite ale Americii, prima de acest fel, este consacrată în principal ajutorului american destinat dezvoltării economiei de piață și reformelor politice din Republica Moldova.

### Februarie
- 1 februarie: Intră în vigoare acordul de asociere la UE a României, Cehiei, Bulgariei și Slovaciei, ceea ce înseamnă că țările respective ajung în etapa pregătirii pentru aderarea efectivă la Uniunea Europeană.
- 3 februarie: Este lansată naveta spațială „Discovery", pentru o misiune de opt zile. La bord s-a aflat cosmonautul Serghei Krikalev, alături de alți 5 astronauți americani. A fost prima misiune comună americano-rusă din 1975, când a avut loc istorica întâlnire în cosmos dintre stația americană „Apollo" și cea sovietică „Soiuz".
- 13 februarie: Premieră electorală la Scornicești. În satul unde s-a născut Nicolae Ceaușescu, a fost ales, prin vot, primar, Teodor Zamfir, candidatul PNL.
- 17 februarie: La București încep Lucrările Convenței Democratice privind modoficarea protocolului de funcționare a alianței. Se hotărește existența unei liste unice în alegeri, candidat unic la prezidențiale și păstrarea structurilor CDR.
- 24 februarie: La ședința Comitetului Executiv al CDR, Emil Constantinescu declară că PAC, PL’93, UDMR și PSDR nu mai fac parte din alianță.

### Martie
- 20 martie: A avut loc atentatul terorist din metroul din Tokio, organizat de secta Aum, soldat cu 12 morți și 5.500 de răniți. A fost primul atentat terorist cu armă chimică înregistrat în lume.
- 22 martie: La ședința Consiliului Executiv al C.D.R., Emil Constantinescu este reales (13 voturi pentru, 4 împotrivă) prin vot secret președinte al alianței și candidat al acesteia la alegerile prezidențiale din 1996. Contracandidații lui Emil Constantinescu au fost Ion Rațiu și Nicu Stăncescu.
- 23 martie: Sindicatul BNS scoate 40.000 de sindicaliști în Piața Revoluției. Este criticată în unanimitate „politica dezastruoasă a PDSR și a Guvernului Văcăroiu“. Sindicaliștii cer liberalizarea salariilor, creșterea salariului minim net pe economie la 118.000 lei, majorarea alocației pentru copii la 20.000 lei pe lună.[2]
- 26 martie: Pentru prima dată în 26 de ani, nici un soldat britanic nu patrulează străzile din Belfast, Irlanda.
- 28 martie: Vizita oficială a președintelui României, Ion Iliescu, în Italia și la Vatican.
- 30 martie: UE cere statelor foste comuniste să încheie tratare de bună vecinătate pentru aderare.
- 31 martie: Cea mai mare catastrofă din istoria aviației românești. O aeronavă TAROM Airbus 310, care executa zborul RO-371, în direcția Bruxelles, se prăbușeste în flăcări în zona comunei Balotești, la ora 9:11, la 2 minute după decolarea de pe aeroportul Otopeni. Nu s-a descoperit nici un supraviețuitor dintre cele 59 de persoane aflate la bord. Raportul Comisiei de investigație pentru siguranța aviației a fost gata după 19 ani și arată că lipsa de acțiune a căpitanului, o posibilă decizie greșită luată de copilot și asimetria motoarelor au făcut ca aparatul să se prăbușească.
- 31 martie: Cazul Iuga. Dumitru Iuga, președintele Sindicatului Liber din Radio-Televiziunea Română se află în a 30-a zi de grevă a foamei. El acuză încercări ale conducerii Televiziunii și ale diferitelor structuri ale Puterii de a impune în Consiliul de Administrație al TVR propriii candidați, care sunt susținători ai Puterii.[2]

### Aprilie
- 11 aprilie: Număr record de participanți (din toată țara), 50.000 de persoane, au participat la mitingul de protest organizat în București de către CNSLR-Frăția. Negocierile dintre sindicat și echipa guvernamentală condusă de Viorel Hrebenciuc, secretarul general al Guvernului, s-au sfârșit prin semnarea unui protocol care prevede creșterea salariului real și includerea F.P.S. în viitorul Minister al privatizării.
- 19 aprilie: Atentatul din Oklahoma City. Clădirea federală Murrah din orașul Oklahoma, SUA, a fost ținta unui atac terorist. În urma exploziilor, au murit 168 oameni, printre care opt ofițeri federali.
- 21 aprilie: Exploratorul Teodor Gh. Negoiță devine primul român care atinge Polul Nord, în cadrul unei expediții ruse de cercetare.
- 26 aprilie: Duma de Stat a Rusiei a adoptat o rezoluție prin care se opune retragerii Armatei a 14-a din Republica Moldova, încălcând astfel acordul încheiat în 1994 între guvernele Moldovei și Rusiei care prevedea retragerea într-un interval de trei ani a trupelor Armatei a 14-a din Moldova.

### Mai
- 7 mai: Jacques Chirac este ales președinte al Franței. Va începe mandatul pe 17 mai.
- 10 mai: Membrii Comisiei „Apartamentul” au finalizat raportul ce analizează modul în care s-au atribuit și închiriat locuințele din fondul locativ de stat anumitor politicieni români. Comisia, înființată în mai 1994, a stabilit că în 118 cazuri s-au produs ilegalități, între cele 118 persoane fiind și nume foarte sonore.[3]
- 17 mai: Pentru prima dată, un român, Constantin Lăcătușu, a reușit să ajungă pe cel mai înalt vârf al lumii, Everest (8.848 m).
- 24 mai: Corneliu Coposu, președintele PNȚCD, este înștiințat printr-un document oficial că președintele Franței, Jacques Chirac, i-a acordat, la propunerea ministrului delegat pentru Afacerile Europene, Alain Lamassoure, Ordinul național al Legiunii de Onoare, cu gradul de Ofițer. Este prima distincție pe care președintele francez o atribuie de la începerea mandatului său.
- 24 mai: Patriarhul Bisericii Ortodoxe Române, Teoctist, și alte înalte fețe bisericești adresează președintelui Camerei Deputaților, Adrian Năstase, un memoriu în care se cere menținerea pedepsei cu închisoarea pentru homosexuali, prevăzută în Codul Penal aflat în vigoare, dar abrogată deja printr-o inițiativă legislativă de Senat.
- 29 mai: A 12-a enciclică intitulată Ut unum sunt („pentru ca toți să fie unul"), prin care Papa Ioan Paul al II-lea a făcut apel la unitatea creștinilor din întreaga lume.
- 29 mai: Societatea Automobile Dacia Pitești a lansat la TIBCO'95, noul model Dacia Nova, primul model proiectat și realizat în România, destinat atât pieței interne, cât și exportului.

### Iunie
- 16 iunie: Un măslin adus din Israel și oferit Papei Ioan Paul al II-lea a fost plantat în grădina Vaticanului pentru a marca prima aniversare a stabilirii relațiilor diplomatice între Sfântul Scaun și statul evreu.
- 22 iunie: Ministrul român de externe, Teodor Meleșcanu, prezintă la Paris, omologului său francez, Herve de Charette, cererea de aderare a României la Uniunea Europeană, România devenind al treilea stat fost comunist care face acest demers.
- 26 iunie: „Afacerea Terasa Anda“. La 21 iunie, doi ziariști de la ziarul Ziua dintre care unul Tana Ardeleanu, jurnalista care ancheta apartenența lui Ion Iliescu la KGB, au observat că sunt filmați dintr-o mașină. Urmăritorii au fost reținuți și duși la Poliție unde au fost identificați ca lucrători ai SRI. Ofițerii au fost suspendați din funcție pentru „lipsă de profesionalism și abilitate în îndeplinirea misiunii lor“.[4]
- 26 iunie: Președintele egiptean, Hosni Mubarak, a supraviețuit unui grav atentat, la Addis Abeba, în Etiopia.
- 29 iunie: Navele spațiale Atlantis (SUA) și Mir (Rusia) s-au unit, formând astfel cel mai mare satelit artificial care a orbitat vreodată în jurul Pământului

### Iulie
- 6 iulie: Abolirea pedepsei cu moartea în Africa de Sud.
- 11 iulie: Masacrul de la Srebrenica: Trupe sârbo-bosniace condusă de Ratko Mladić, au invadat localitatea Srebrenica, care se afla sub protecția trupelor ONU. Peste 8.000 de musulmani au murit.
- 13 iulie: Republica Moldova și Albania devin cel de-al 35-lea și 36-lea stat membru al Consiliului Europei.
- 23 iulie: Asociația Turismului în România (ATR) și-a adjudecat pachetul majoritar de acțiuni la Hotel Intercontinental București.
- 24 iulie: Guvernul a încheiat un acord social cu sindicatul CNSLR-Frăția prin care se angajează să majoreze salariile cu 10% față de 1994 și să nu impoziteze veniturile mai mici de 75.000 lei. În schimb liderii sindicali promit că nu vor mai organiza greve. Cartel „Alfa” și BNS au părăsit masa negocierilor.

### August
- 2 august: Atentat nereușit asupra președintelui Georgiei, Eduard Șevarnadze.
- 6 august: Mii de oameni marchează la Hiroshima, Nagasaki, Washington, D.C. și Tokyo comemorarea a 50 de ani de la lansarea bombei atomice.
- 18 august: Parchetul General a dispus începerea acțiunii penale și trimiterea în judecată a directorului ziarului Ziua, Sorin Roșca Stănescu, și a redactorului Cristian Ardeleanu pentru infracțiunea de ofensă adusă autorității. Ziarul Ziua a susținut că președintele țării, Ion Iliescu, a făcut parte din structurile KGB.[5]
- 24 august: Microsoft lansează Windows 95.
- 30 august: NATO începe bombardarea pozițiilor armatei sârbilor bosniaci.

### Septembrie
- 8 septembrie: Corneliu Vadim Tudor anunță, într-o conferință de presă, că PRM se va prezenta la alegeri cu devizele „Unire în belșug“ și „Doi ani de regim autoritar“.[6]
- 26 septembrie: La Casa Albă are loc întâlnirea între președinții Ion Iliescu și Bill Clinton în cursul căreia sunt abordate probleme de o maximă importanță pentru România: permanentizarea clauzei națiunii celei mai favorizate, colaborarea economică și militară cu SUA.
- 26 septembrie: Banca Mondială acordă României un împrumut de 180 de milioane de dolari.
- 27 septembrie: Ia ființă Uniunea Social-Democrată prin semnarea unui acord de colaborare politică între liderii PD și PSDR, respectiv Petre Roman și Sergiu Cunescu. Sigla noii formațiuni înfățișează două mâini care se strâng ținând un trandafir.

### Octombrie
- 22 octombrie: Michael Schumacher câștigă cel de-al doilea său titlu mondial la Formula 1.

### Noiembrie
- 3 noiembrie: Taifunul „Angela", abătut asupra arhipelagului filipinez, s-a soldat cu 883 morți și 188 dispăruți.
- 4 noiembrie: A fost asasinat, la Tel Aviv, în cursul unui miting pentru pace, premierul israelian Ițhak Rabin.
- 7 noiembrie: Exploratorul Fiodor Koniukov începe marșul către Polul Sud, pe care-l atinge după o călătorie de 60 de zile pe schiuri, în care a parcurs 1.350 de km.
- 11 noiembrie: Președintele PNȚCD, Corneliu Coposu, a decedat la Spitalul Universitar din București, după o lungă suferință și intervenții ale echipei medicale.
- 12 noiembrie: Zeci de mii de cetățeni aduc un ultim omagiu celui care este numit seniorul. Pelerinajul la catafalcul omului politic durează pe tot parcursul zilei.
- 16 noiembrie: Biroul de Conducere, Coordonare și Control al PNȚCD l-a ales pe Ion Diaconescu în funcția de președinte al partidului.
- 20 noiembrie: Pentru prima oară de la desființarea bursei din România în 1948 de către comuniști, s-au efectuat tranzacții de acțiuni la Bursa de Valori București, al cărei director este Stere Farmache.
- 21 noiembrie: Acordul de la Dayton, SUA. Este consfințit astfel Acordul de pace asupra Bosniei, semnat de către președinții bosniac, Alia Izetbegovici, croat, Franjo Tudjman și sârb, Slobodan Milosevici, semnat la 14 decembrie 1995, la Paris. Sfârșitul războiului civil din Bosnia.
- 23 noiembrie: Emil Constantinescu prezintă, în numele CDR, platforma politică "Contractul cu România". Promite ca în 200 de zile de la venirea la putere să adopte un set de legi care să amelioreze simțitor viața cetățenilor, în special a tinerilor și a pensionarilor.
- 24 noiembrie: Este promulgată Legea caselor naționalizate ce prevede redobândirea de către foștii proprietari a dreptului de proprietate asupra apartamentului în care locuiesc în calitate de chiriași.

### Decembrie
- 1 decembrie: A fost emis pentru prima dată din seria de televiziuni Media Pro, canalul Pro TV.
- 7 decembrie: PD este primit ca membru cu drept de vot în Internaționala Socialistă.
- 8 decembrie: Premierul rus, Viktor Cernomârdin, și liderul cecen, Doku Gapurovich Zavgayev, semnează un acord ce consfințește apartenența Ceceniei la Rusia. Cecenia primește o relativă autonomie în domeniul relațiilor economice și culturale.
- 10 decembrie: Rețeaua americană de televiziune prin cablu CNN a transmis, în premieră, ceremonia de decernare a Premiilor Nobel, organizată la Primăria din Oslo.
- 19 decembrie: Se dă publicității un sondaj de opinie politică CURS realizat la cererea Fundației Soros pentru o Societate Deschisă, Ierarhia preferințelor pentru viitorul președinte al României este: Ion Iliescu - 37%, Emil Constantinescu - 19%; conform IRSOP Ion Iliescu - 35%, Emil Constantinescu - 23%.
- 31 decembrie: Virgil Măgureanu, directorul SRI, dă publicității dosarul său (nr. 15827) întocmit de fosta Securitate din care rezultă că a fost colaborator al acestei instituții.[7]

### Nedatate
- Apare JavaScript (inițial Mocha), limbaj de programare a computerelor, dezvoltat de Brendan Eich de la Netscape Communications Corporation, SUA.
- La Timișoara are loc prima fertilizare in vitro și embriotransfer uman din România.
- Organizația pentru Cooperare și Dezvoltare (OECD) a realizat un studiu în care țările Europei de Est sunt ierarhizate în funcție de rezultatele economice înregistrate în trecerea la economia de piață și, în special, în funcție de stadiul realizării privatizării: Germania de Est - 100%; Cehia - 81%; Ungaria - 75%; Estonia - 74%; Rusia - 55%; Letonia - 46%, Slovacia - 44%; Polonia - 32%; România - 13%; Bulgaria - 10%.
Din raportul OECD legat de volumul investițiilor străine, România ocupă locul 8 (număr de dolari investiți pe locuitor) dintr-un total de nouă țări.
- Populația estimată a Terrei: 5,760 miliarde locuitori (conf. Population Reference Bureau, 2002).
- Virusul Ebola omoară 244 de africani în Kikwit, Zair, Africa Centrală.
- Apare primul album de muzică Hip-hop al Trupei RACLA

## Arte, științe, literatură și filozofie
- 9 februarie: Alain Delon, actor, regizor și producător, primește Ursul de Aur pentru întreaga carieră, la Festivalul de film de la Berlin.
- 7 iunie: Regizorul Lucian Pintilie a primit distincția franceză Cavaler al Ordinului Artelor și Literelor.
- Pelicula Forrest Gump primește Premiul Oscar pentru cel mai bun film.
- Se înființează formația Godsmack, în Lawrence, Massachusetts, SUA, gen muzical hard rock, heavy metal.
- Se înființează formația 'N Sync, în Orlando, Florida, SUA, gen muzical Pop-R&B. S-a desființat în 2002.
- Apar primele albume de hiphop in România

## Nașteri

### Ianuarie
- 1 ianuarie: Jetmir Krasniqi, fotbalist elvețian
- 3 ianuarie: Ionela-Livia Lehaci, canotoare română
- 3 ianuarie: Ionela-Livia Cozmiuc, canotoare română
- 4 ianuarie: María Isabel, cântăreață spaniolă
- 7 ianuarie: Alexandrina Ciocan, fotbalistă moldoveană
- 8 ianuarie: Kyle Steven Edmund, jucător britanic de tenis
- 9 ianuarie: Dominik Livaković, fotbalist croat (portar)
- 14 ianuarie: Mihai Alexandru Bălașa, fotbalist român
- 16 ianuarie: Takumi Minamino, fotbalist japonez
- 20 ianuarie: José María Giménez de Vargas, fotbalist uruguayan
- 20 ianuarie: Kyogo Furuhashi, fotbalist japonez
- 26 ianuarie: Nemanja Maksimović, fotbalist sârb
- 30 ianuarie: Marcos Llorente Moreno, fotbalist spaniol
- 31 ianuarie: Cristian Bocșan, fotbalist român
- 31 ianuarie: Nina Sublatti, cântăreață georgiană

### Februarie
- 1 februarie: Mërgim Vojvoda, fotbalist belgian
- 2 februarie: Bogdan Adrian Vasile, fotbalist român
- 2 februarie: Vlad Muțiu, fotbalist român
- 3 februarie: Deian Boldor, fotbalist român
- 8 februarie: Joshua Walter Kimmich, fotbalist german
- 8 februarie: Alexandru Ionuț Mitriță, fotbalist român (atacant)
- 10 februarie: Naby Deco Keïta, fotbalist guineean
- 11 februarie: Yang Zhaoxuan, jucătoare de tenis chineză
- 13 februarie: Leona Kate Vaughan, actriță britanică
- 17 februarie: Madison Keys, jucătoare americană de tenis
- 18 februarie: Doru Popadiuc, fotbalist român
- 20 februarie: Ionuț Vînă, fotbalist român
- 24 februarie: Narcis Iustin Ianău, cântăreț român
- 24 februarie: Elena Panțuroiu, atletă română
- 25 februarie: Christian Baumann, sportiv elvețian (gimnastică artistică)
- 27 februarie: Sergej Milinković-Savić, fotbalist sârb
- 27 februarie: Tomáš Souček, fotbalist ceh
- 27 februarie: Kosuke Nakamura, fotbalist japonez

### Martie
- 1 martie: Genta Miura, fotbalist japonez
- 5 martie: Bernadette Szőcs, jucătoare română de tenis de masă, de etnie maghiară
- 9 martie: Ángel Martin Correa Martinez, fotbalist argentinian (atacant)
- 12 martie: Mira (Maria Mirabela Cismaru), cântăreață română
- 13 martie: Anna Viahireva, handbalistă rusă
- 14 martie: Park Ji Bin, actor sud-coreean
- 14 martie: Park Ji-bin, actor sud-coreean
- 17 martie: Mamadou Saliou Diallo, fotbalist portughez (atacant)
- 17 martie: Akari Hayami, actriță japoneză
- 18 martie: Irina Maria Bara, jucătoare română de tenis
- 19 martie: Héctor Bellerín Moruno, fotbalist spaniol
- 19 martie: Thomas Fotaq Strakosha, fotbalist albanez (portar)
- 27 martie: Sabin Strătilă, jucător român de rugby
- 31 martie: Anna Márton, scrimeră maghiară

### Aprilie

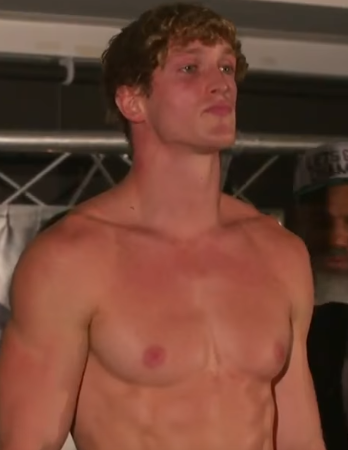
Logan Paul

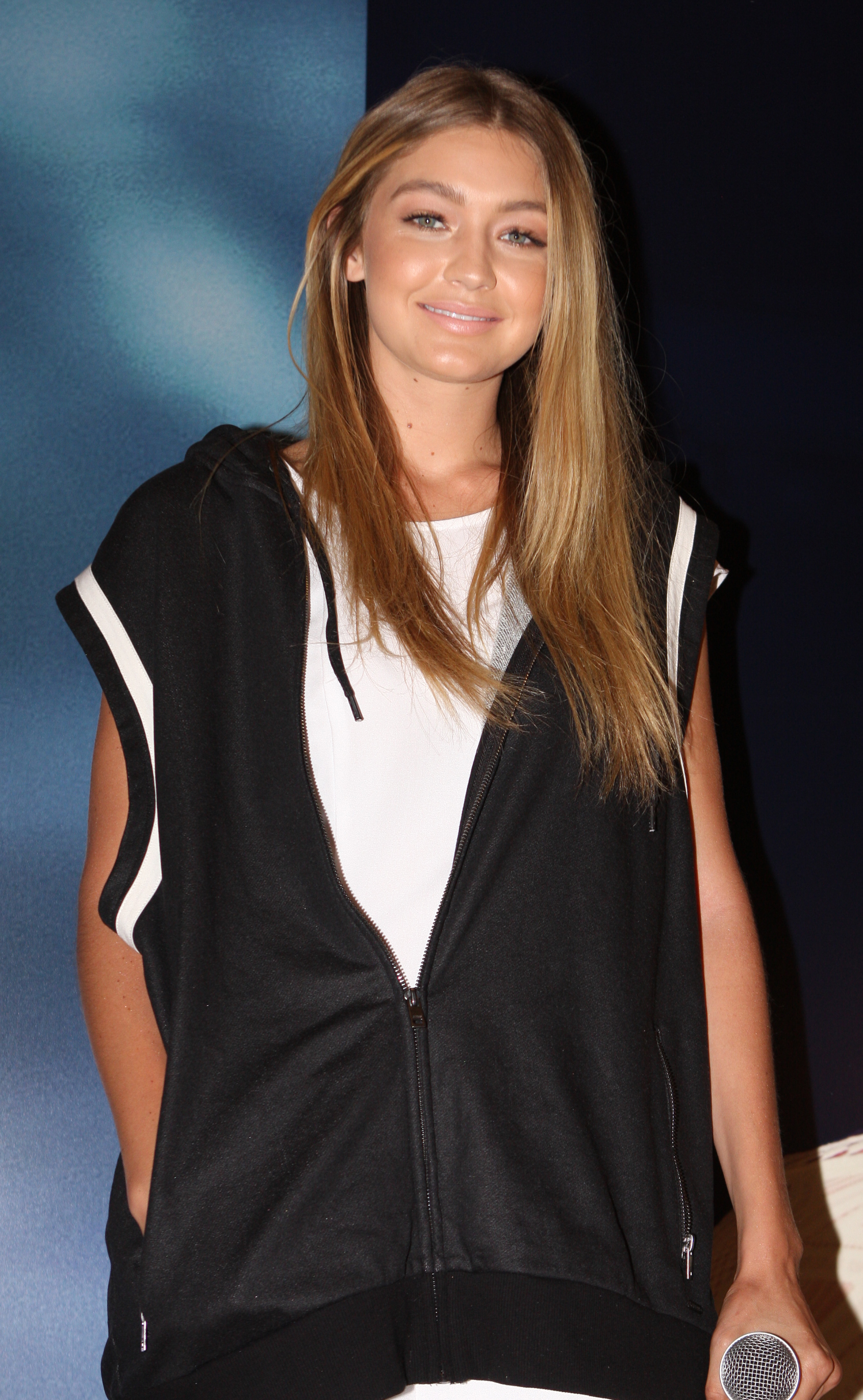
Gigi Hadid

- 1 aprilie: Alexandru Păun, fotbalist român
- 1 aprilie: Eduard Andrei Vasile, profesor, consilier în dezvoltare personală și publicist român
- 1 aprilie: Adrian Alexandru-Păun, fotbalist român
- 1 aprilie: Logan Paul, vlogger și luptător american
- 3 aprilie: Adrien Rabiot, fotbalist francez
- 5 aprilie: Sei Muroya, fotbalist japonez
- 6 aprilie: Ana Maria Tănasie, handbalistă română
- 11 aprilie: Dumitru Popescu, fotbalist din R. Moldova
- 11 aprilie: Dumitru Popescu, fotbalist moldovean
- 12 aprilie: Jennifer Brady, jucătoare americană de tenis
- 12 aprilie: Przemysław Frankowski, fotbalist polonez
- 12 aprilie: Mara Bâtea, fotbalistă română
- 15 aprilie: Eros Grezda, fotbalist albanez
- 16 aprilie: Mackenzie McDonald, jucător de tenis american
- 18 aprilie: Divock Origi, fotbalist belgian
- 22 aprilie: Cristian Bărbuț, fotbalist român
- 23 aprilie: Gigi Hadid (n. Jelena Noura Hadid), personalitate americană de televiziune și model

### Iunie
- 2 iunie: Q18098061, jucător de tenis sârb
- 5 iunie: Troye Sivan, artist australian
- 7 iunie: Nika Turković, cântăreață croată
- 8 iunie: Ferland Mendy, fotbalist francez
- 8 iunie: Tom Grennan, cantautor britanic
- 10 iunie: Kristi Qose, fotbalist albanez
- 16 iunie: Claudia Chiper, fotbalistă moldoveană
- 17 iunie: Clément Lenglet, fotbalist francez
- 21 iunie: Bryan Nouvier, fotbalist francez
- 23 iunie: Danna Paola, actriță și cântăreață mexicană
- 24 iunie: Hervin Ongenda, fotbalist francez de etnie congoleză (atacant)

### Iulie
- 1 iulie: Krzysztof Piątek, fotbalist polonez
- 4 iulie: Post Malone, cântăreț american
- 8 iulie: Elvir Koljić, fotbalist bosniac
- 9 iulie: David Andronic, fotbalist moldovean
- 11 iulie: Alina Stremous, biatlonistă moldoveană
- 12 iulie: Luke Shaw, fotbalist englez
- 14 iulie: Serge Gnabry, fotbalist german
- 14 iulie: Daniel Popa, fotbalist român
- 15 iulie: İrfan Kahveci, fotbalist turc
- 19 iulie: Marko Rog, fotbalist croat
- 20 iulie: Moussa Sanoh, fotbalist olandez
- 22 iulie: Marília Mendonça, cântăreață, compozitoare și instrumentista braziliană (d. 2021)
- 25 iulie: Maria Sakkari, jucătoare de tenis greacă
- 26 iulie: Sebastián Athié, actor și cântăreț mexican (d. 2020)

### Septembrie
- 3 septembrie: Dorina Korsós, handbalistă maghiară
- 3 septembrie: Niklas Süle, fotbalist german
- 8 septembrie: Julian Weigl, fotbalist german
- 11 septembrie: Antoni Ivanov, fotbalist bulgar
- 13 septembrie: Robbie Kay, actor britanic
- 19 septembrie: Liliana Venâncio, handbalistă angoleză
- 23 septembrie: Connor Roberts (fotbalist, născut 1995), fotbalist britanic
- 23 septembrie: Eli Dershwitz, scrimer american
- 27 septembrie: Lena Beyerling, actriță germană
- 27 septembrie: Yoshihito Nishioka, jucător japonez de tenis

### Octombrie
- 1 octombrie: Valentin Cojocaru, fotbalist român
- 6 octombrie: Ana Maria Guran, actriță română de scenă și film
- 10 octombrie: Ellen Perez, jucătoare de tenis australiană
- 15 octombrie: Jakob Pöltl, baschetbalist austriac
- 16 octombrie: Park Sang-young, scrimer sud-coreean
- 31 octombrie: Viktória Lukács, handbalistă maghiară
- 31 octombrie: Predrag Rajković, fotbalist sârb

### Noiembrie
- 3 noiembrie: Alin Alexandru Firfirică, atlet român
- 3 noiembrie: Kendall Jenner, vedetă de televiziune americană
- 6 noiembrie: André Silva (André Miguel Valente da Silva), fotbalist portughez (atacant)
- 7 noiembrie: Alexandru Bologa, judoka român
- 12 noiembrie: Thomas Lemar, fotbalist francez
- 15 noiembrie: Karl-Anthony Towns, jucător americano-dominican de baschet
- 17 noiembrie: Ana Jara, actriță spaniolă
- 17 noiembrie: Elise Mertens, jucătoare belgiană de tenis
- 28 noiembrie: Tin Jedvaj, fotbalist croat
- 29 noiembrie: Laura Marano (Laura Marie Marano), actriță și cântăreață americană

### Decembrie
- 5 decembrie: Anthony Martial, fotbalist francez
- 14 decembrie: Álvaro Odriozola, fotbalist spaniol
- 18 decembrie: Barbora Krejčíková, jucătoare de tenis cehă
- 18 decembrie: Mads Pedersen, ciclist danez
- 19 decembrie: Nicoleta Dascălu, jucătoare de tenis română
- 24 decembrie: Anett Kontaveit, jucătoare de tenis estoniană
- 27 decembrie: Timothée Chalamet (Timothée Hal Chalamet), actor american
- 29 decembrie: Ross Lynch (Ross Shor Lynch), actor, cântăreț, muzician și dansator american
- 30 decembrie: Kim Tae-hyung (V), actor și cântăreț sud-coreean

## Decese

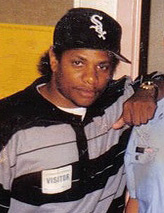
Eazy-E, rapper, producător muzical și director american
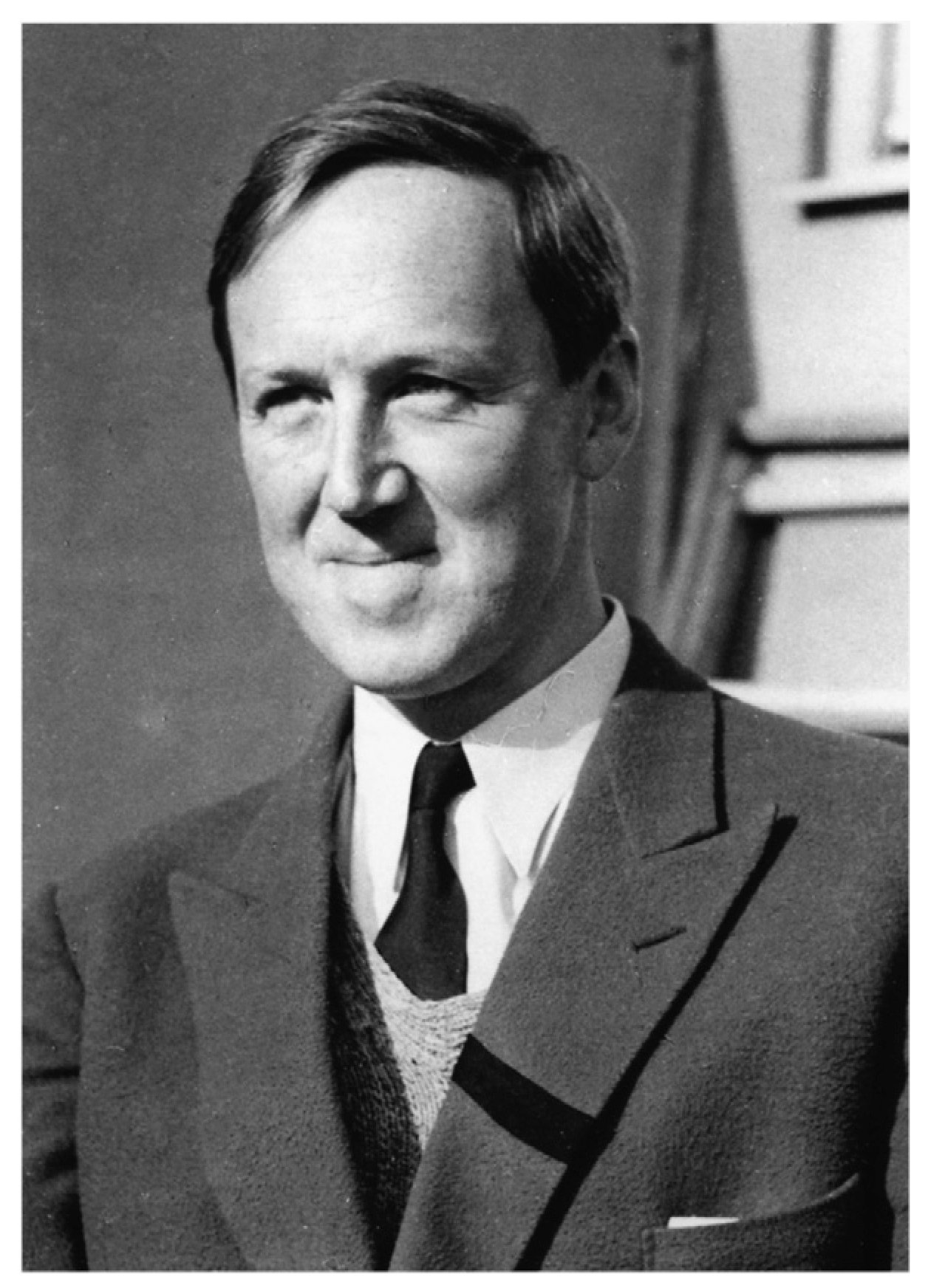
Hannes Alfvén, fizician suedez, laureat al Premiului Nobel
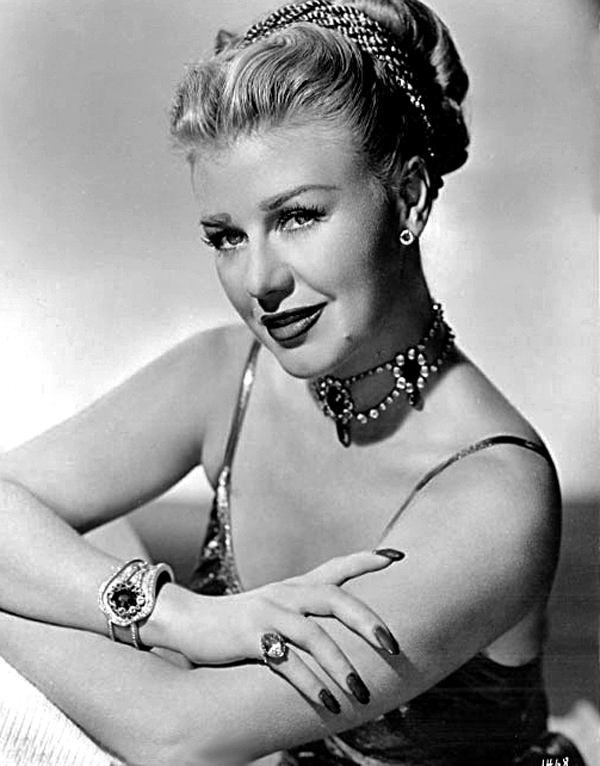
Ginger Rogers, cântăreață, dansatoare și actriță americană, laureată a Premiului Oscar
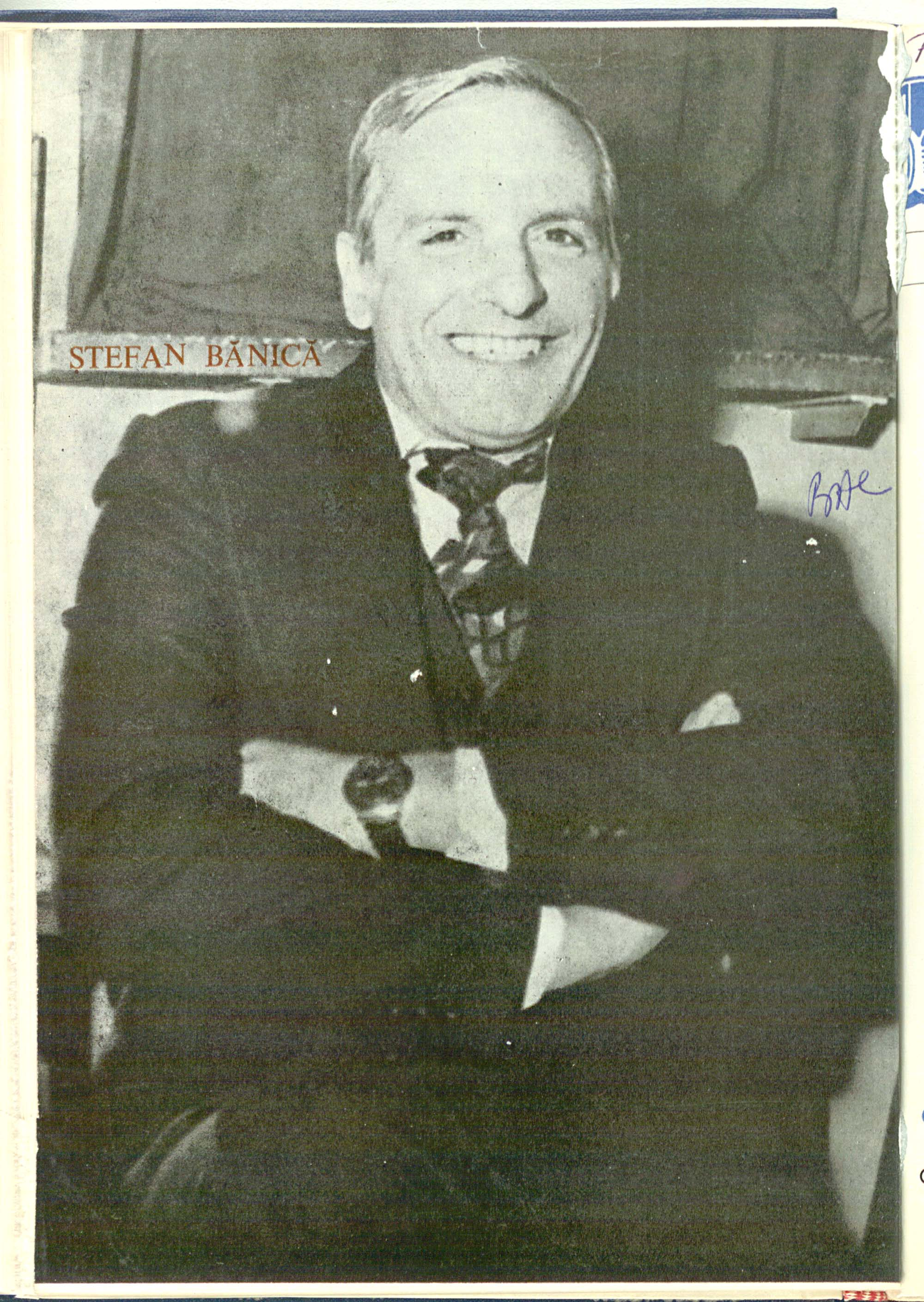
Ștefan Bănică, actor și cântăreț român

- 2 ianuarie: Valeriu Emil Galan, 73 ani, scriitor român (n. 1921)
- 5 ianuarie: Francis López (Francisco Jean López), 78 ani, compozitor francez (n. 1916)
- 9 ianuarie: Elizabeth Roboz Einstein, chimistă americană (n. 1904)
- 12 ianuarie: Takako Irie (n. Hideko Higashibōjō), 83 ani, actriță japoneză (n. 1911)
- 17 ianuarie: Miguel Torga, 87 ani, scriitor portughez (n. 1907)
- 20 ianuarie: Nobuo Kaneko, actor japonez (n. 1923)
- 26 ianuarie: Alaric Jacob (Harold Alaric Jacob), 85 ani, jurnalist britanic (n. 1909)
- 28 ianuarie: Vera Malev, 68 ani, prozatoare și publicistă din Republica Moldova (n. 1926)
- 1 februarie: Karl Gruber, 85 ani, politician și diplomat austriac (n. 1909)
- 2 februarie: Donald Pleasence, 75 ani, actor britanic (n. 1919)
- 6 februarie: Nicolae Simionescu, medic român (n. 1926)
- 12 februarie: Luigi Arzuffi, pictor și sculptor italian (n. 1931)
- 12 februarie: Rachid Mimouni, 49 ani, scriitor algerian (n. 1945)
- 13 februarie: Sámuel Domokos, 81 ani, istoric literar, folclorist și bibliograf maghiar (n. 1913)
- 14 februarie: Radu Bălan, 59 ani, comunist român (n. 1936)
- 16 februarie: Nicolae Costin, 58 ani, politician din R. Moldova (n. 1936)
- 16 februarie: Nicolae Costin, politician moldovean (n. 1936)
- 22 februarie: Emmanuel Roblès, 80 ani, scriitor francez născut în Algeria (n. 1914)
- 22 februarie: Ed Flanders, actor american (n. 1934)
- 25 februarie: Ion Holban, 79 ani, psiholog român (n. 1916)
- 26 februarie: Jack Clayton, 73 ani, regizor britanic de film (n. 1921)
- 1 martie: César Rodríguez Álvarez, 74 ani, fotbalist (atacant) și antrenor spaniol (n. 1920)
- 1 martie: Georges J. F. Köhler (Georges Jean Franz Köhler), 48 ani, biolog german (n. 1946)
- 1 martie: Vladislav Listiev, 38 ani, jurnalist rus (n. 1956)
- 2 martie: Gusztáv Abafáy (n. Gusztáv Öffenberger), 93 ani, scriitor, istoric literar și publicist maghiar din România (n.1901)
- 2 martie: Henry Felsen (Henry Gregor Felsen), 78 ani, scriitor american (n. 1916)
- 4 martie: Dan Păltinișanu, 43 ani, fotbalist român (n. 1951)
- 11 martie: James Scott-Hopkins, 73 ani, politician britanic (n. 1921)
- 12 martie: Dumitru Almaș (n. Dumitru Ailincăi), 86 ani, prozator, istoric, scriitor român (n. 1908)
- 16 martie: Albert Hackett (Albert Maurice Hackett), 95 ani, scenarist american (n. 1900)
- 16 martie: Magda Ianculescu, 65 ani, solistă română de operă (n. 1929)
- 25 martie: Aurel Bulgariu, 60 ani, handbalist român (n. 1934)
- 25 martie: Gabriel Drăgan, 48 ani, muzician român, vocalistul formației „Mondial” (n. 1946)
- 25 martie: Gabriel Drăgan, muzician român, vocalist al formației „Mondial” (n. 1946)
- 26 martie: Eazy-E (n. Eric Lynn Wrigh), 30 ani, rapper, producător muzical și director american (n. 1963)
- 26 martie: Vladimir Maximov, 64 ani, scriitor rus (n. 1930)
- 26 martie: Alejandro Morera Soto, 85 ani, fotbalist costarican (atacant), (n. 1909)
- 26 martie: Ko Takamoro, 87 ani, fotbalist japonez (n. 1907)
- 30 martie: Petru George Spacu, 89 ani, chimist român (n. 1906)
- 31 martie: Selena Quintanilla-Pérez (n. Selena Quintanilla), 23 ani, cântăreață, compozitoare, actriță și designer de modă de origine mexicano-americană (n. 1971)
- 2 aprilie: Hannes Alfvén (n. Hannes Olof Gösta Alfvén), 86 ani, fizician suedez, laureat al Premiului Nobel (1970), (n. 1908)
- 3 aprilie: Vera Szemere, 71 ani, actriță maghiară (n. 1923)
- 10 aprilie: Morarji Desai, 99 ani, politician indian (n. 1896)
- 12 aprilie: Victor Roman, 57 ani, sculptor român de etnie maghiară (n. 1937)
- 14 aprilie: Mario Carotenuto, actor italian (n. 1916)
- 20 aprilie: Elting E. Morison (Elting Elmore Morison), 85 ani, istoric american (n. 1909)
- 24 aprilie: Gilda Marinescu, 62 ani, actriță română (n. 1933)
- 25 aprilie: Ginger Rogers (n. Virginia Katherine McMath), 83 ani, cântăreață, dansatoare și actriță americană, laureată a Premiului Oscar (1941), (n. 1911)
- 27 aprilie: Willem Frederik Hermans, 73 ani, scriitor din Țările de Jos (n. 1921)
- 28 aprilie: Andrew Salkey, 67 ani, poet panamez (n. 1928)
- 6 mai: Maria Pia de Saxe-Coburgo e Bragança (Hilda de Toledano), 88 ani (n. 1907)
- 8 mai: Deng Lijun, 42 ani, cântăreață taiwaneză (n. 1953)
- 9 mai: Magda Rurac, 76 ani, jucătoare română de tenis (n. 1918)
- 11 mai: David Avidan, 61 ani, poet israelian (n. 1934)
- 15 mai: Eric Porter (Eric Richard Porter), 67 ani, actor britanic (n. 1928)
- 16 mai: Lola Flores, cântăreață, dansatoare și actriță spaniolă (n. 1923)
- 18 mai: Henri Laborit, 80 ani, medic, scriitor și filosof francez (n. 1914)
- 18 mai: Elizabeth Montgomery, 62 ani, actriță americană de film (Bewitched, serial), (n. 1933)
- 19 mai: Paul Anghel, 63 ani, scriitor român (n. 1931)
- 25 mai: Élie Bayol (Élie Marcel Bayol), 81 ani, pilot francez de Formula 1 (n. 1914)
- 26 mai: Ștefan Bănică, 61 ani, actor și cântăreț român (n. 1933)
- 29 mai: Jean Valnet, 74 ani, medic francez (n. 1920)
- 31 mai: Mircea Cojocaru, 56 ani, prozator român (n. 1938)
- 31 mai: Ștefana Velisar Teodoreanu (n. Maria Ștefana Lupașcu), 98 ani, soția lui Ionel Teodoreanu (n. 1897)
- 12 iunie: Arturo Benedetti Michelangeli, 75 ani, pianist italian (n. 1920)
- 14 iunie: Rory Gallagher (William Rory Gallagher), 47 ani, muzician irlandez (n. 1948)
- 20 iunie: Emil Cioran, 84 ani, filosof și scriitor român, membru post-mortem al Academiei Române (n. 1911)
- 22 iunie: Yves Congar (n. Yves Marie-Joseph Congar), 91 ani, teolog catolic dominican (n. 1904)
- 23 iunie: Jonas Salk, 80 ani, medic american (n. 1914)
- 24 iunie: Meir Zorea, 72 ani, politician israelian (n. 1923)
- 26 iunie: Lucia Bercescu-Țurcanu, 84 ani, soprană română și interpretă de operă (n. 1911)
- 29 iunie: Sicco Leendert Mansholt, 86 ani, politician din Țările de Jos (n. 1908)
- 29 iunie: Lana Turner (n. Julia Jean Turner), 74 ani, actriță americană (n. 1921)
- 30 iunie: Nazari Iaremciuk, 43 ani, cântăreț ucrainean (n. 1951)

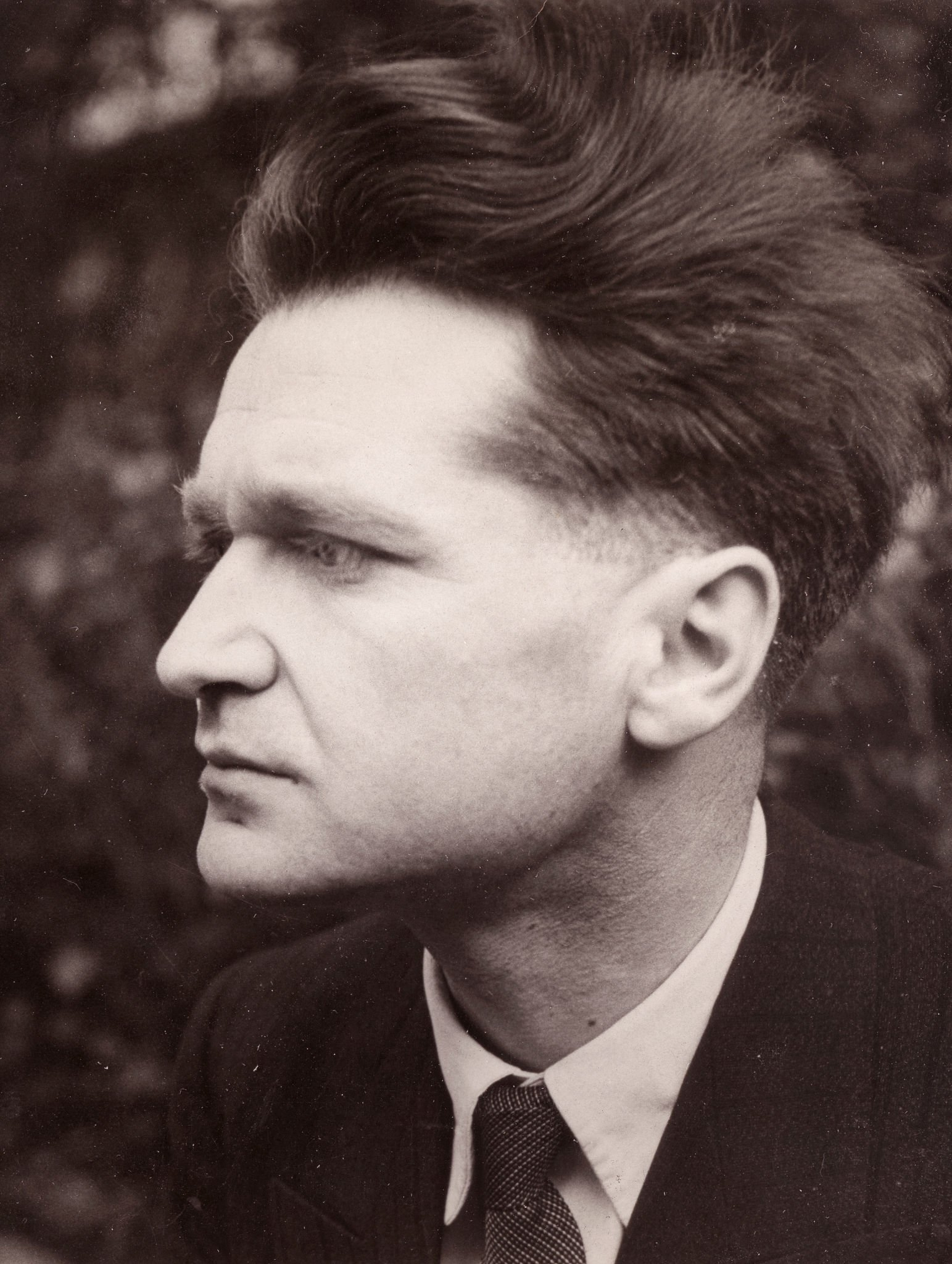
Emil Cioran, filosof și scriitor român
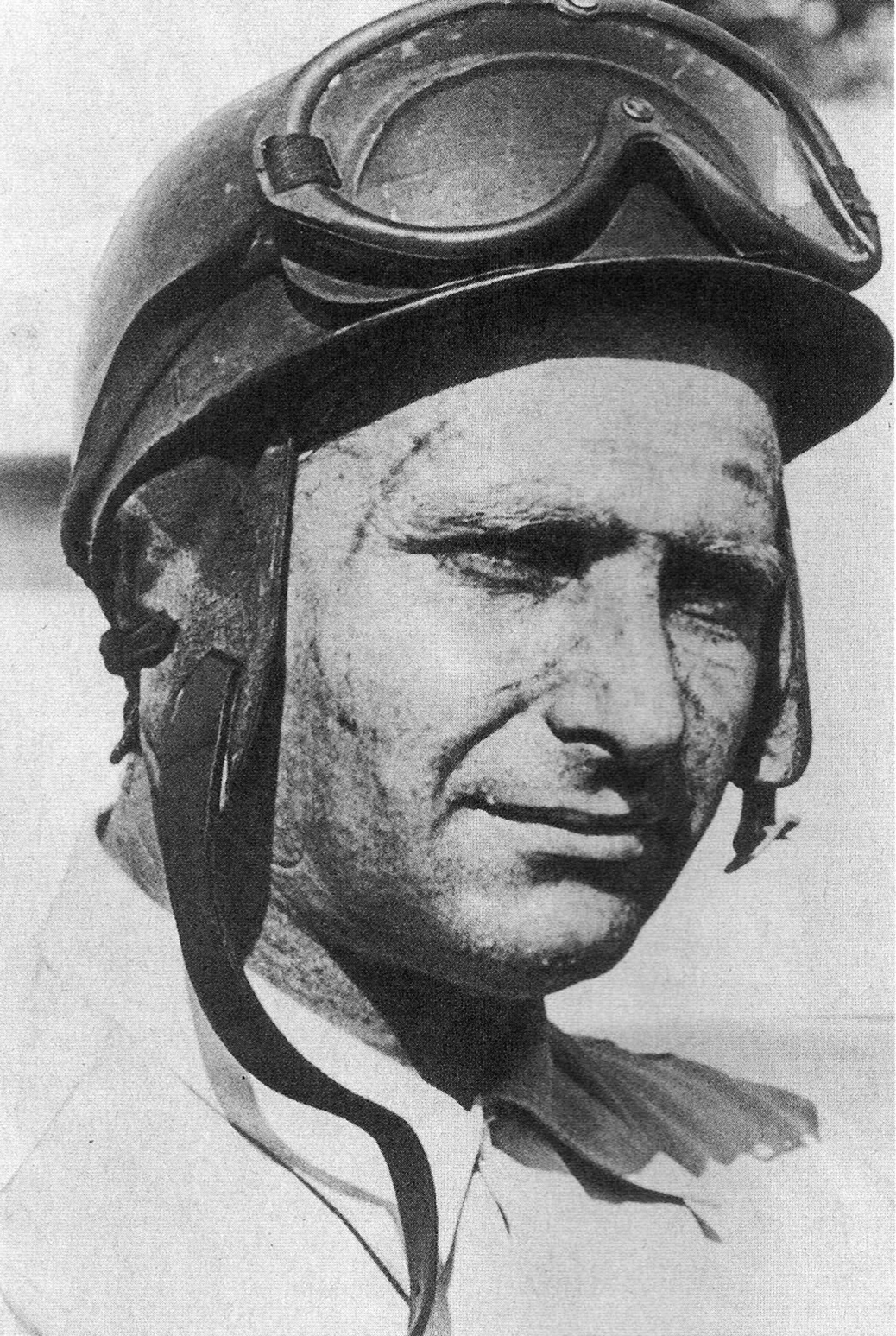
Juan Manuel Fangio, pilot argentinian de Formula 1
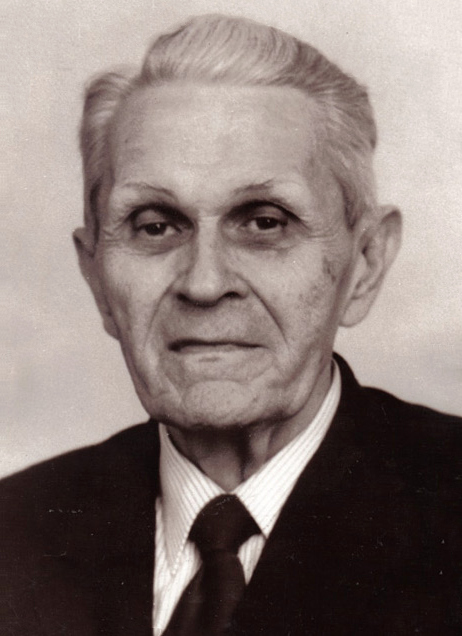
Corneliu Coposu, politician român, președinte al PNȚCD
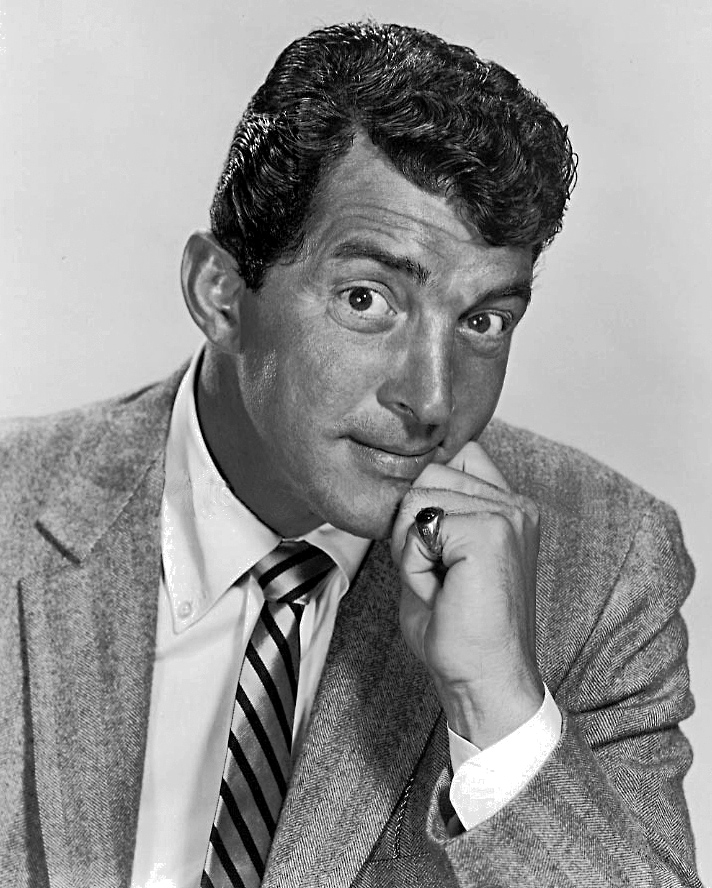
Dean Martin, actor, cântăreț, crooner și comedian american de origine italiană

- 4 iulie: Maria Marinescu-Himu, 87 ani, traducătoare română (n. 1907)
- 4 iulie: Bob Ross (Robert Norman Ross), 52 ani, pictor american (n. 1942)
- 6 iulie: Petre Cristea, 86 ani, pilot de raliuri român (n. 1909)
- 8 iulie: Pál Kovács, 82 ani, scrimer olimpic maghiar (n. 1912)
- 14 iulie: Oles Honcear, scriitor ucrainean și sovietic (n. 1918)
- 16 iulie: Mordechai Gur, 65 ani, politician israelian (n. 1930)
- 17 iulie: Juan Manuel Fangio, 84 ani, pilot argentinian de Formula 1 (n. 1911)
- 17 iulie: Maša Haľamová, 86 ani, poetă slovacă (n. 1908)
- 20 iulie: Pierre Barbet (n. Claude Avice), 70 ani, scriitor francez (n. 1925)
- 20 iulie: Pierre Barbet, scriitor francez (n. 1925)
- 22 iulie: Ion Cristoreanu, cântăreț român (n. 1925)
- 26 iulie: Constantin Anastasatu, 77 ani, medic român, membru titular al Academiei Române (n. 1917)
- 2 august: Thomas Brimelow, Baron Brimelow, 79 ani, politician britanic (n. 1915)
- 4 august: Gilberto Bernardini, 88 ani, fizician italian (n. 1906)
- 8 august: Kurt Becher (Kurt Andreas Ernst Becher), 85 ani, militar german (n. 1909)
- 8 august: Nicolae Oblu, 83 ani, medic neurochirurg român (n. 1912)
- 11 august: Alonzo Church, 92 ani, matematician american (n. 1903)
- 17 august: Jaroslav Papoušek, 66 ani, regizor, scenarist și actor ceh (n. 1929)
- 25 august: John Brunner, scriitor (n. 1934)
- 28 august: Michael Ende (Michael Andreas Helmuth Ende), 71 ani, scriitor german (n. 1929)
- 30 august: Agepê (n. Antônio Gilson Porfírio), 53 ani, compozitor și cântăreț brazilian (n. 1942)
- 30 august: Fischer Black, 57 ani, economist american (n. 1938)
- 2 septembrie: Simona Arghir (n. Simona Dora Arghir Sandu), 46 ani, handbalistă română (n. 1948)
- 9 septembrie: Keith Wayne (Ronald Keith Hartman), 50 ani, actor american (n. 1945)
- 10 septembrie: Charles Denner, 69 ani, actor francez (n. 1926)
- 14 septembrie: Eiji Okada, 75 ani, actor japonez (n. 1920)
- 15 septembrie: Gunnar Nordahl, 73 ani, fotbalist suedez (n. 1921)
- 27 septembrie: Sasha Argov, 80 ani, compozitor israelian (n. 1914)
- 7 octombrie: Gérard de Vaucouleurs (Gérard Henri de Vaucouleur), 77 ani, astronom francez (n. 1918)
- 8 octombrie: Vasile Pungan, 68 ani, comunist român (n. 1926)
- 9 octombrie: Alec Douglas-Home, 92 ani, politician britanic, prim-ministru al Marii Britanii (1963-1964), (n. 1903)
- 10 octombrie: Nicu Vladimir, 44 ani, cântăreț român de muzică folk (n. 1950)
- 16 octombrie: Paul Sava, actor și regizor de teatru; actor de film român (n. 1922)
- 18 octombrie: Franco Fabrizi, 79 ani, actor italian (n. 1926)
- 18 octombrie: Ted Whiteaway, 66 ani, pilot britanic de Formula 1 (n. 1928)
- 22 octombrie: Gabriela Negreanu (n. Gabriela Vasilache), 48 ani, poetă, eseistă și redactor de editură română (n. 1947)
- 23 octombrie: Don Pendleton, 67 ani, scriitor american (n. 1927)
- 24 octombrie: Raúl Juliá, actor portorican (n. 1940)
- 25 octombrie: François Brousse, 82 ani, filosof francez (n. 1913)
- 30 octombrie: Rodica Bujor, 81 ani, interpretă română de muzică populară (n. 1914)
- 31 octombrie: Derek Enright, 60 ani, politician britanic (n. 1935)
- 1 noiembrie: Brian Lenihan, politician irlandez (n. 1930)
- 4 noiembrie: Gilles Deleuze, 70 ani, filosof francez (n. 1925)
- 4 noiembrie: Itzhak Rabin, 73 ani, prim-ministru al Israelului (1974-1977 și 1992-1995), (n. 1922)
- 8 noiembrie: Ion Baciu, 64 ani, dirijor român (n. 1931)
- 8 noiembrie: Neil Blaney, 73 ani, politician irlandez (n. 1922)
- 8 noiembrie: Ion Baciu, dirijor român (n. 1931)
- 11 noiembrie: Corneliu Coposu, 81 ani, politician român, deținut politic, președinte al Partidului Național Țărănesc Creștin Democrat (1990-1995), senator (1992-1995), (n. 1914)
- 11 noiembrie: Jean-Louis Curtis, romancier francez (n. 1917)
- 11 noiembrie: André Dufour, politician francez (n. 1909)
- 27 noiembrie: Giancarlo Baghetti, 60 ani, pilot italian de Formula 1 (n. 1934)
- 30 noiembrie: István Gyarmati, actor maghiar (n. 1929)
- 2 decembrie: Robertson Davies, romancier canadian (n. 1913)
- 7 decembrie: Masashi Watanabe, 59 ani, fotbalist japonez (n. 1936)
- 10 decembrie: Constantin Popovici, 57 ani, sculptor român (n. 1938)
- 11 decembrie: Florea Fătu, 71 ani, fotbalist român (n. 1924)
- 13 decembrie: Emilian Coțaga, 58 ani, medic pediatru din Republica Moldova (n. 1937)
- 13 decembrie: Anatoli Diatlov, 64 ani, inginer rus (n. 1931)
- 18 decembrie: Nathan Rosen, 86 ani, fizician israelian (n. 1909)
- 21 decembrie: Éva László (n. Éva Hehs), 72 ani, mezzosoprană română de etnie maghiară (n. 1923)
- 22 decembrie: Carl Göllner, 84 ani, istoric german (n. 1911)
- 22 decembrie: James Meade (James Edward Meade), 88 ani, economist britanic, laureat al Premiului Nobel (1977), (n. 1907)
- 23 decembrie: Patric Knowles, actor englez (n. 1911)
- 25 decembrie: Emmanuel Levinas, 89 ani, filosof francez (n. 1906)
- 25 decembrie: Dean Martin (n. Dino Paul Crocetti), 78 ani, actor, cântăreț, crooner și comedian american de origine italiană (n. 1917)
- 27 decembrie: Shura Cherkassky, 84 ani, pianist american (n. 1911)
- 28 decembrie: Gheorghe Cunescu, 81 ani, critic literar român (n. 1914)

## Premii Nobel
- Fizică: Martin L. Perl, Frederick Reines (SUA)
- Chimie: Paul J. Crutzen (Olanda), Mario J. Molina (Mexic), F. Sherwood Rowland (SUA)
- Medicină: Edward B. Lewis (SUA), Christiane Nüsslein-Volhard (Germania), Eric F. Wieschaus (SUA)
- Literatură: Seamus Heaney (Irlanda de Nord)
- Pace: Joseph Rotblat (Regatul Unit), Conferințele de Știință și Probleme Mondiale din Pugwash